# Тарже (коммуна)
Тарже́ (фр. Target) — коммуна во Франции, находится в регионе Овернь. Департамент коммуны — Алье. Входит в состав кантона Шантель. Округ коммуны — Мулен.
Код INSEE коммуны — 03277.

## Население
Население коммуны на 2008 год составляло 260 человек.
| 1962 | 1968 | 1975 | 1982 | 1990 | 1999 | 2008 |
| ---- | ---- | ---- | ---- | ---- | ---- | ---- |
| 332  | 401  | 345  | 270  | 264  | 249  | 260  |

## Экономика
В 2007 году среди 144 человек в трудоспособном возрасте (15—64 лет) 91 были экономически активными, 53 — неактивными (показатель активности — 63,2 %, в 1999 году было 62,1 %). Из 91 активных работали 85 человек (46 мужчин и 39 женщин), безработных было 6 (4 мужчины и 2 женщины). Среди 53 неактивных 17 человек были учениками или студентами, 16 — пенсионерами, 20 были неактивными по другим причинам.

## Достопримечательности
- Церковь XII века. Исторический памятник
- Мельница Ла-Ку
- Замок Верзюн
- Замок Буссак